# Ски обувка
Ски обувката е част от екипировката за каране на ски. Основната ѝ функция е да прикрепи ските към краката на скиора. Освен това, ски обувката поддържа глезена и ходилото на спортиста и ги предпазва от травми.